# Baron Herbert
Baron Herbert (of Raglan) ist ein erblicher britischer Adelstitel in der Peerage of England. 

## Verleihung und Geschichte des Titels
Der Titel wurde am 26. Juli 1461 für William Herbert („Black William“) (1423–1469), Sohn des walisischen Adligen William ap Thomas und Herr des Raglan Castle, indem dieser durch Writ of Summons ins englische Parlament berufen wurde. Es handelte sich dabei um die erste Peerswürde, die einem Mitglied der Herbert-Dynastie verliehen wurde.
Am 8. September 1468 wurde der 1. Baron zudem zum Earl of Pembroke erhoben und Baron Herbert damit zum nachgeordneten Titel. Nach seinem Tod erbte sein Sohn William Herbert die Titel als 2. Earl. 1479 gab er auf Drängen des Königs den Titel Earl of Pembroke an die Krone zurück und bekam dafür am 4. Juli 1479 den Titel Earl of Huntingdon verliehen. Da er bei seinem Tod 1491 keine Söhne hinterließ, erlosch sein Earl-Titel. Da der Baronstitel als Barony by writ auch in weiblicher Linie erblich ist, fiel dieser an seine Tochter Elizabeth. Elizabeth heiratete Charles Somerset, der am 1. Februar 1514 zum Earl of Worcester erhoben wurde. Ihr gemeinsamer Sohn Henry Somerset beerbte um 1513 seine Mutter als 4. Baron Herbert und 1526 auch seinen Vater als 2. Earl of Worcester. Bevor dessen Urenkel seinen Vater 1628 als 5. Earl of Worcester beerbte, erbte er bereits am 19. März 1604 durch Writ of Acceleration vorzeitig den Titel 7. Baron Herbert. Derselbe wurde am 2. März 1643 zum Marquess of Worcester erhoben. Dessen Enkel, der 3. Marquess, wurde am 2. Dezember 1682 zudem zum Duke of Beaufort erhoben. Dessen Ur-urenkel, der 5. Duke, erwirkte am 4. Juni 1803 die Wiederherstellung des 1305 geschaffenen und seit 1770 in Abeyance befindlichen Titels Baron Botetourt für sich als 5. Baron. Beim kinderlosen Tod von dessen Ur-ur-urenkel, dem 10. Duke, am 5. Februar 1984 fielen die Baronien Herbert und Botetour in Abeyance zwischen den weiblichen Nachkommen seiner Schwester Lady Blanche Linnie Somerset (1897–1968). Das Dukedom und die übrigen nur in männlicher Linie vererbbaren Titel fielen an dessen Großneffen zweiten Grades David Somerset.
Die Abeyance der Baronie Herbert wurde am 10. Januar 2002 zugunsten von David Seyfried als 19. Baron beendet. Er ist der Sohn der jüngeren Tochter des 6. Earl of St Germans und dessen Frau, der Schwester des 10. Duke of Beaufort. Er änderte 2002 seinen Familiennamen in Seyfried-Herbert.

## Liste der Barone Herbert (1461)
- William Herbert, 1. Earl of Pembroke, 1. Baron Herbert (1423–1469)
- William Herbert, 2. Earl of Pembroke / 1. Earl of Huntingdon, 2. Baron Herbert (1451–1491)
- Elizabeth Herbert, 3. Baroness Herbert (um 1476–um 1513)
- Henry Somerset, 2. Earl of Worcester, 4. Baron Herbert (um 1495–1548)
- William Somerset, 3. Earl of Worcester, 5. Baron Herbert (um 1526–1589)
- Edward Somerset, 4. Earl of Worcester, 6. Baron Herbert (um 1550–1628)
- Henry Somerset, 1. Marquess of Worcester, 7. Baron Herbert (1577–1646)
- Edward Somerset, 2. Marquess of Worcester, 8. Baron Herbert (1601–1667)
- Henry Somerset, 1. Duke of Beaufort, 9. Baron Herbert (1629–1700)
- Henry Somerset, 2. Duke of Beaufort, 10. Baron Herbert (1684–1714)
- Henry Somerset, 3. Duke of Beaufort, 11. Baron Herbert (1707–1745)
- Charles Somerset, 4. Duke of Beaufort, 12. Baron Herbert (1709–1756)
- Henry Somerset, 5. Duke of Beaufort, 13. Baron Herbert (1744–1803)
- Henry Somerset, 6. Duke of Beaufort, 14. Baron Herbert (1766–1835)
- Henry Somerset, 7. Duke of Beaufort, 15. Baron Herbert (1792–1853)
- Henry Somerset, 8. Duke of Beaufort, 16. Baron Herbert (1824–1899)
- Henry Somerset, 9. Duke of Beaufort, 17. Baron Herbert (1847–1924)
- Henry Somerset, 10. Duke of Beaufort, 18. Baron Herbert (1900–1984) (Titel abeyant 1984)
- David Seyfried-Herbert, 19. Baron Herbert (* 1952) (Abeyance 2002 beendet)

Titelerbe (heir apparent) ist der Sohn des aktuellen Titelinhabers, Dr. The Hon. Oliver Richard Seyfried-Herbert (* 1976).